# Tiajely Sputnik

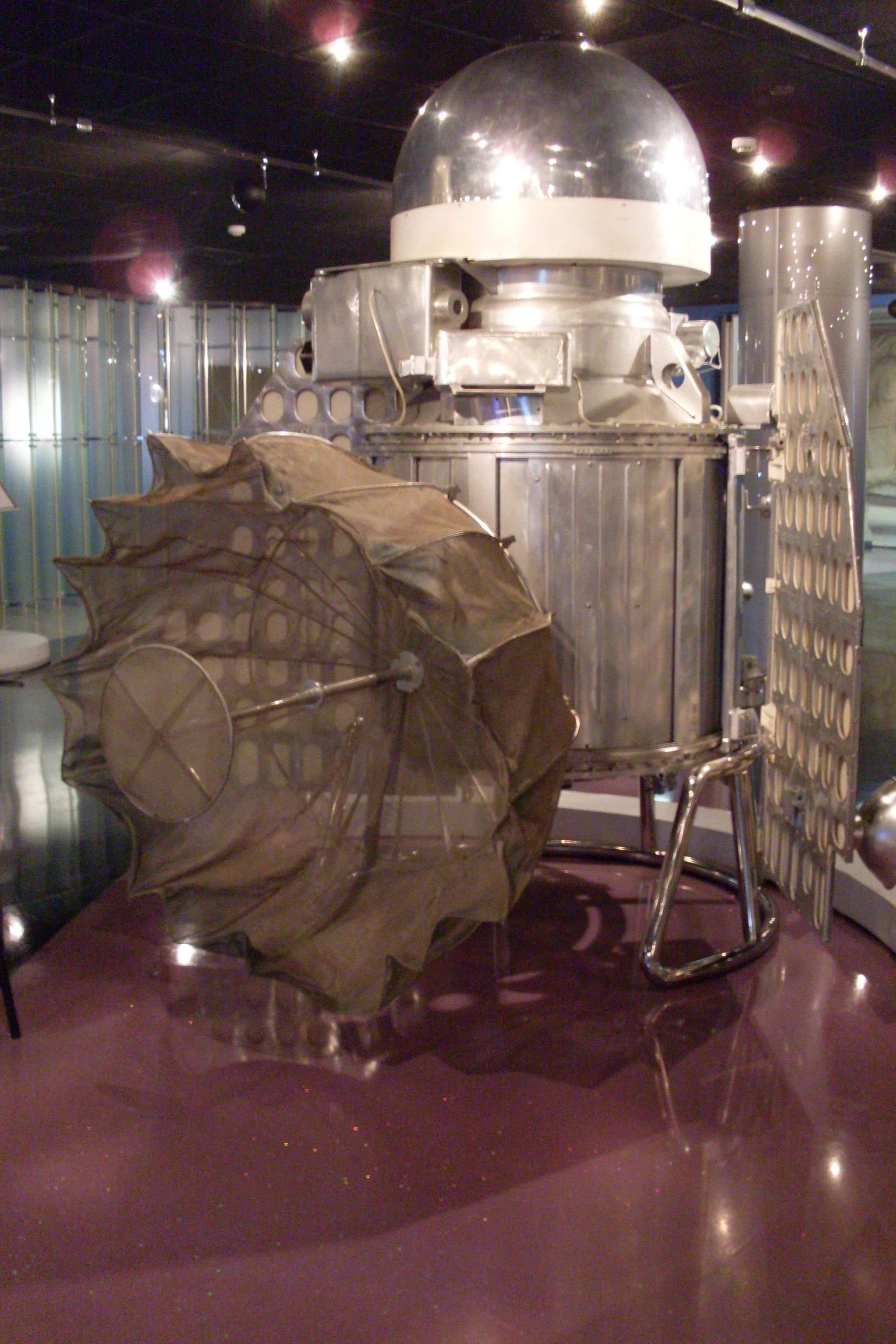
Réplica 1:1 da Venera 1 em um museu de Moscou.

A Tiajely Sputnik, em russo Тяжелый Спутник que significa Satélite Pesado, também conhecida por seu nome de desenvolvimento, Venera 1VA No.1, e no ocidente por Sputnik 7, foi uma sonda Soviética, que deveria ser  a primeira a explorar Vênus. 
Devido a um problema que impediu a separação do último estágio do lançador, ela não conseguiu deixar a órbita terrestre baixa. Para evitar admitir a falha, 
o governo soviético, anunciou que a espaçonave (considerando o último estágio como parte dela), era um teste de um "Satélite pesado" que serviria como plataforma de lançamento para missões futuras. Dando a entender que o último estágio seria uma espaçonave de onde a sonda seria "lançada" em várias missões subsequentes.
A Tiajely Sputnik foi lançada as 01h18min03 UTC de 4 de Fevereiro de 1961, por intermédio de um foguete Molniya (8K78), a partir do Cosmódromo de Baikonur. Quando o último estágio foi acionado, por conta de um efeito de cavitação, o fluxo de oxigênio líquido foi interrompido, resultando numa falha do motor, oito décimos de segundo após o acionamento. Ele reentrou na 
atmosfera sobre a Sibéria em 26 de Fevereiro de 1961.
A "sonda gêmea" Venera 1, foi lançada e colocada numa órbita heliocêntrica em direção a Vênus com sucesso, uma semana depois. No entanto, o contato com ela foi perdido com uma semana de voo.